# Vrindavan Chandrodaya Mandir

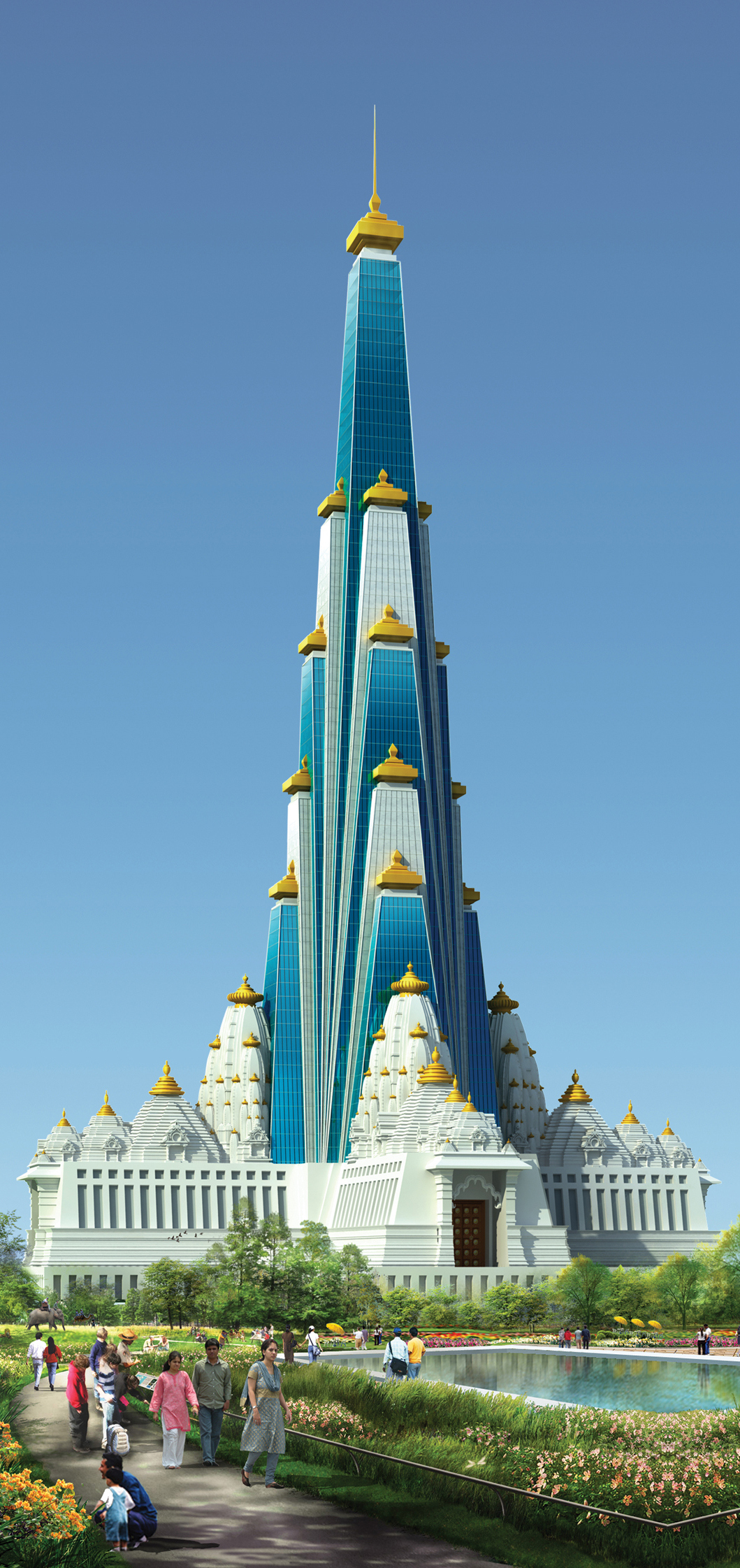
Le temple Vrindavan Chandrodaya (image du projet).

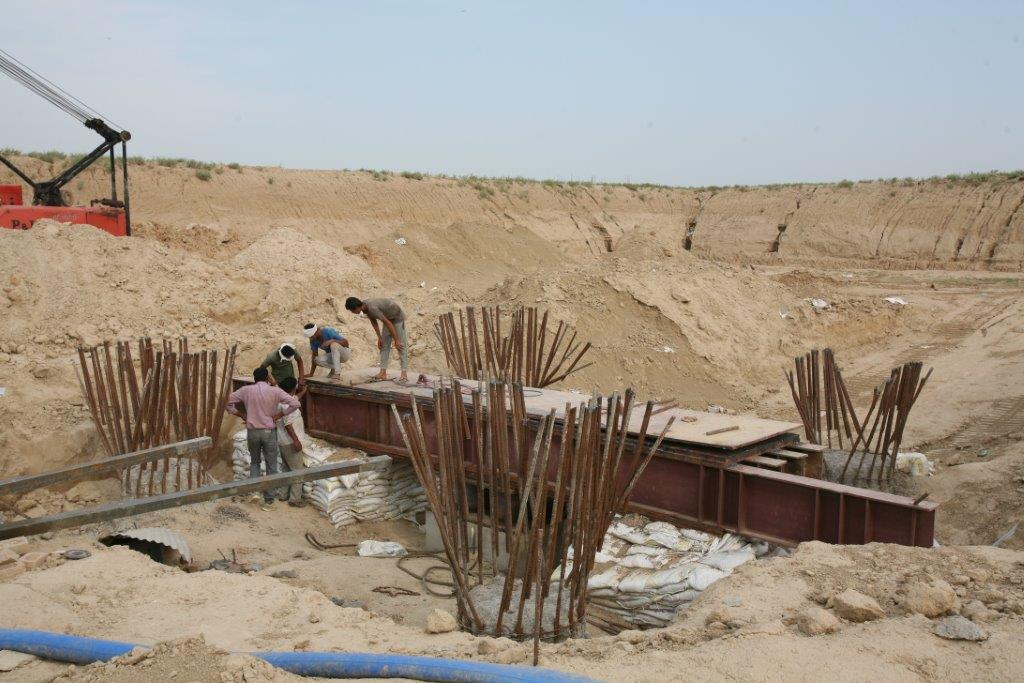
Travaux du temple en 2015.

Vrindavan Chandrodaya Mandir est le plus grand temple du monde, en construction dans la ville indienne de Vrindavan, près de Mathura,,. Ce projet est dû à l'Association internationale pour la conscience de Krishna (ISKCON), qui le finance. Sa première pierre a été posée le 16 novembre 2014. Il devrait faire 213 m de haut. En 2021, les travaux sont toujours en cours.